# Anny Konetzni
Anny Konetzni, eigentlich Anny Koneczny, auch Anni Konetzni, (* 12. Februar 1902 in Ungarisch-Weißkirchen, Österreich-Ungarn; † 6. September 1968 in Wien) war eine österreichische Opernsängerin (Sopran).

## Leben
Anny Konetzni wurde am Neuen Wiener Konservatorium durch Erik Schmedes ausgebildet und studierte dann in Berlin bei Jacques Stückgold. 1923 begann sie als Choristin an der Wiener Volksoper, wurde aber als „stimmlos“ entlassen.
Ihr eigentliches Debüt als Altistin erfolgte 1926 an der Wiener Volksoper in der Rolle des Adriano in Rienzi von Richard Wagner. Nach Engagements an den Stadttheatern von Augsburg und Elberfeld (Stadttheater am Brausenwerth) kam sie 1929 als Sopran an das Stadttheater Chemnitz und sang von 1931 bis 1934 an der Staatsoper Unter den Linden.
Dem Wiener Publikum stellte sie sich 1933 als Brünnhilde in der Walküre von Richard Wagner vor und gehörte dann von 1933 bis zur Entlassung durch Operndirektor Karl Böhm 1955 dem Ensemble der Wiener Staatsoper an. Diese Entlassung führte bei ihr zu einem Schlaganfall, von dem sie sich nie mehr erholen sollte.
Zusammen mit ihrer Schwester Hilde Konetzni zählte sie zu den Spitzensängerinnen der Staatsoper. Daneben war sie ab 1935 auch bei den Salzburger Festspielen beschäftigt (Isolde, Marschallin) und sang bei Gastspielen an allen wichtigen Bühnen Europas, aber auch in den USA und Südamerika. Zwischen 1934 und 1954 wirkte die Künstlerin auch als Dozentin an der Wiener Musikakademie. Schwerpunkt ihres Repertoires waren die dramatischen Sopranpartien in den Werken von Wagner und Strauss.
Wie viele andere stellte sich auch Konetzni 1938 nach dem „Anschluss“ Österreichs der nationalsozialistischen Propaganda für den Wahlaufruf der Wiener Künstler zur „Volksabstimmung“ zur Verfügung: „Für Großdeutschland, für den Führer, für die deutsche Kunst stimmt ‚Ja!’“. Konetzni stand 1944 in der Gottbegnadeten-Liste.
Anny Konetzni, die mit dem Arzt Albert Wiedmann verheiratet war, ruht auf dem Evangelischen Friedhof Wien-Simmering (Gruft 63) neben ihrem Gatten.

## Auszeichnungen
- 1935: Ernennung zur österreichischen Kammersängerin
- 1955: Verleihung der Ehrenmitgliedschaft der Wiener Staatsoper

## Tonaufnahmen (Auswahl)
- Richard Wagner: Tristan und Isolde, Live-Mitschnitt, mit Max Lorenz, Anny Konetzni, Karin Branzell, Herbert Janssen, Emanuel List, Hermann Wiedemann, Dirigent: Erich Kleiber, aufgenommen in Buenos Aires 1938.
- Richard Wagner: Parsifal, Live-Mitschnitt, mit Günther Treptow, Anny Konetzni, Ludwig Weber, Paul Schöffler, Adolf Vogel, Hans Braun, Sieglinde Wagner. Wiener Symphoniker, Chor der Wiener Staatsoper, Dirigent: Rudolf Moralt, aufgenommen in Wien 1948.
- Richard Wagner: Götterdämmerung, Live-Mitschnitt aus der Wiener Staatsoper (Ausschnitte aus dem 3. Akt), mit Max Lorenz (Siegfried), Anny Konetzni (Brünnhilde), Luise Helletsgruber (Woglinde), Dora With (Floßhilde) und Aenne Michalsky (Wellgunde). Wiener Philharmoniker, Chor der Wiener Staatsoper, Dirigent: Hans Knappertsbusch.
- Richard Strauss: Elektra, nach der Tragödie in einem Aufzug von Hugo von Hofmannsthal. Mit Martha Mödl, Anny Konetzni, Daniza Ilić, Franz Klarwein, Hans Braun, Wilhelm Felden, Dorothea Frass, Aenne Michalsky, Josef Schmidinger, Ljubomir Pantscheff, Charlotte Markus, Gertrud Burgsthaler-Schuster, Polly Batic, Katja Sabo, Dagmar Schmedes, Friedl Riegler; Dirigent: Dimitri Mitropoulos, Chor und Orchester des Maggio Musicale Fiorentino, aufgenommen 1950.